# محمد خرماشو
محمد خرماشو (14 أغسطس 1952 - 14 مايو 2023)، ممثل سوري ولد في منطقة المزة، دمشق في سوريا.
أدّى صوت باباي رجل البحار، في النسخة العربية.

## حياته
تعين في نقابة المهن التمثيلية عام 1985 وكان يبلغ من العمر 33 عاما فقط، اشتهر بدبلجة العديد من الأفلام الكرتونية والسينيمائية. كما شارك في دبلجة واحد من أهم وأشهر المسلسلات التركية التي تم عرضها في الوطن العربي وهو مسلسل «نور»، وقدم من خلال أحداث المسلسل صوت شخصية الجد فكري الذي كان مقرب للكثيرين.
شارك محمد خرماشو أيضا في المسلسل الشهير «باب الحارة» في أحداث المسلسل على مدار الخمسة أجزاء التي تم إنتاجها، وقدم خلال أحداث المسلسل شخصية «أبو حسن»، ظهر في الجزأين الرابع والخامس كضيف شرف. يعتبر مسلسل باب المراد من إخراج فهد ميري هو آخر عمل درامي ظهر فيه.

## أعماله

### في المسرح
- زوار الليل
- عريس لبنت السلطان
- زيارة الملكة
- عطيل
- ثورة العبيد

### في التلفزيون
- حارة نسيها الزمن - 1988
- مسلسل حمام القيشاني - الجزء الثاني:1997 والثالث:1998
- المرحون - 1997
- مسلسل البركان - 1998
- مسلسل الخوالي - 2000
- مسلسل شام شريف - 2001
- مسلسل نزار قباني - 2005
- حد السيف
- مسلسل أخوة التراب
- باب الحارة  بأجزاءه الخمسة
- الخطوات الصعبة
- هوى بحري
- طيبون جدا - محاولات
- حزم الضامي
- دواس الليل
- التائب
- الرمح والصجرة
- بعد فوات الأوان
- الهروب الصعب
- السنوات العجاف

دوبلاج
- مسلسل نور بدور فكري بيك.

### أفلام
- إمراة في الهاوية
- نزوات إمراة
- الجوهرة - 1992

### في الدوبلاج
- فليكاس في بن تن
- مروان وسالم في إيداتين جمب
- جاكال في سيف النار
- جازان في هزيم الرعد
- باباي في باباي
- باباي في باباي وإبنه
- فريد في فلينستون
- الحوت الذهبي في أسرار المحيط
- كارمو في سيف الصاعقة
- بلانكا في المدافعون
- أوني مارو في المقاتل النبيل
- برينياك في سوبرمان
- أكوامان في فرقة العدالة
- غورو في الطوفان
- ضامر في سر المقنع
- بائع المطعم، زعيم اللصوص في مدرسة الكونغ فو
- فاتسو في كاسبر
- هالكروش في جوني كويست
- راسبوتين في أنستازيا
- أدوار متعددة في فرقة القوة
- وديع في الفرقة الجوية
- جيفرسون في مغامرات في جزيرة مهجورة
- تاز في تاز المشاكس

## روابط خارجية
- محمد خرماشو على موقع قاعدة بيانات الأفلام العربية